# 1311년

## 연호
- 원(元) 지대(至大) 4년
- 일본(日本) 엔쿄(延慶) 4년 / 오초(応長) 원년
- 쩐 왕조(陳朝) 흥롱(興隆) 19년

## 기년
- 원(元) 무종(武宗) 4년
- 고려(高麗) 충선왕(忠宣王) 복위 3년
- 쩐 왕조(陳朝) 영종(英宗) 19년

## 탄생
- 7월 1일 - 중국 명나라의 군사전략가, 정치인, 시인 유기. (~1375년)

### 미상
- 고려의 류탁(柳濯)

## 사망
- 1월 27일 - 원나라의 제3대 황제 원 무종(武宗). (1281년~)

### 미상
- 고려의 김혼(金琿)
- 고려의 정치인 인후(印侯).
- 고려 후기의 문신, 정치인 권단(權日+旦). (1228년~)